# Puente Genil
Puente Genil é um município da Espanha na província de Córdova, comunidade autónoma da Andaluzia. Tem 171,05 km² de área e em 2021 tinha 29 767 habitantes (densidade: 174 hab./km²).

## Demografia
| Variação demográfica do município entre 1991 e 2004 | Variação demográfica do município entre 1991 e 2004 | Variação demográfica do município entre 1991 e 2004 | Variação demográfica do município entre 1991 e 2004 |
| --------------------------------------------------- | --------------------------------------------------- | --------------------------------------------------- | --------------------------------------------------- |
| 1991                                                | 1996                                                | 2001                                                | 2004                                                |
| 26387                                               | 27472                                               | 28004                                               | 28396                                               |